# Blu Part II
Blu Part II è un brano di Elisa in collaborazione con il rapper Rkomi, estratto come primo singolo dell'album Diari aperti (Segreti svelati), riedizione dell'album Diari aperti di Elisa. Il singolo è stato pubblicato l'8 novembre 2019.

## Descrizione
Il titolo del brano suggerisce una continuità con la precedente collaborazione, Blu, tra la cantautrice e il rapper contenuta nell'album di quest'ultimo Dove gli occhi non arrivano. Il brano infatti riprende il ritornello, modificandosi nei ritmi e nelle strofe.

## Tracce
Testi e musiche di Elisa, Rkomi, Alessandro Raina, Paolo Alberto Monachetti.
1. Blu Part II (feat. Rkomi) – 3:35

## Classifiche
| Classifica (2019) | Posizione massima |
| ----------------- | ----------------- |
| Italia            | 75                |